# Open de Rennes 2022
L'Open de Rennes 2022 è stato un torneo maschile tennis professionistico. È stata la 17ª edizione del torneo, facente parte della categoria Challenger 90 nell'ambito dell'ATP Challenger Tour 2022, con un montepremi di 67 960 €. Si è svolto dal 12 al 18 settembre 2022 sui campi in cemento indoor dell'impianto Le Liberté di Rennes, in Francia.

## Partecipanti

### Teste di serie
| Nazionalità | Giocatore        | Ranking* | Testa di serie |
| ----------- | ---------------- | -------- | -------------- |
| Francia     | Hugo Gaston      | 72       | 1              |
| Germania    | Peter Gojowczyk  | 108      | 2              |
| Francia     | Hugo Grenier     | 119      | 3              |
| Francia     | Ugo Humbert      | 138      | 4              |
| Regno Unito | Ryan Peniston    | 140      | 5              |
| Francia     | Grégoire Barrère | 163      | 6              |
| Francia     | Benoît Paire     | 173      | 7              |
| Paesi Bassi | Gijs Brouwer     | 181      | 8              |

* Ranking al 29 agosto 2022.

### Altri partecipanti
I seguenti giocatori hanno ricevuto una wild card per il tabellone principale:
- Clément Chidekh
- Gabriel Debru
- Dominic Thiem

I seguenti giocatori sono passati dalle qualificazioni:
- Filip Bergevi
- Marko Topo
- Max Hans Rehberg
- Maxime Mora
- Karl Friberg
- Yannick Mertens

## Campioni

### Singolare
Ugo Humbert ha sconfitto in finale  Dominic Thiem con il punteggio di 6–3, 6–0.

### Doppio
Jonathan Eysseric /  David Pel hanno sconfitto in finale  Dan Added /  Albano Olivetti con il punteggio di 6–4, 6–4.